# Westin Paris Vendôme
Westin Paris Vendôme je pařížský hotel, který se nachází v rue de Castiglione, na rohu s rue de Rivoli v 1. obvodu. Jedná se o 4hvězdičkový hotel s 428 pokoji.

## Dějiny
Hotel zaujímá prostor bývalého kláštera kapucínů, který se nacházel naproti klášteru feulantů, jehož trasu kopíruje rue de Castiglione otevřená v roce 1811. Na tomto místě nechal Ludvík XIV. postavit pro své koně také jízdárnu. Tyto kláštery zřídila Kateřina Medicejská na konci 16. století a během Francouzské revoluce byly zrušeny.
Když se poslanci ústavodárného, později zákonodárného shromáždění a poté Konventu, rozhodli scházet Jízdárně, zabrali řadu budov kláštera, aby z nich udělali administrativní kanceláře. Právě v klášteře feulantů strávili Ludvík XVI. a Marie-Antoinetta své poslední dny poté, než byli souzeni shromážděním.
V roce 1802 se Napoleon rozhodl otevřít rue de Rivoli pojmenovanou na počest svého vítězného tažení v roce 1796 v severní Itálii a vyhradil obdélník mezi ulicemi Rivoli-Cambon-Mont Thabor-Castiglione pro nový palác pošty. Za restaurace zde v roce 1822 zřídilo své sídlo ministerstvo financí. Za Napoleona III. se tato čtvrť v blízkosti paláce Tuileries stala centrem francouzského politického a společenského života. Na konci obléhání Paříže byl palác zasažen bombardováním a poté zapálen komunardy.
Ruiny byly rychle vyklizeny a pozemek byl nabídnut k prodeji. Po zjištění, že pozemek chtějí koupit zahraniční podnikatelé pro stavbu paláce, vzniklo konsorcium francouzských finančníků s ambicí vytvořit konkurenční projekt a postavit nejluxusnější hotel v Paříži. Realizací projektu byl pověřen architekt Henri Blondel.
Hôtel Continental byl slavnostně otevřen 6. června 1878. Vnitřní výzdobou byli poveřeni čtyři slavní dekoratéři: Laugée, který vyzdobil kostel sv. Klotyldy, Faustin-Besson, který vyzdobil palác Tuileries a zámek Saint-Cloud (oba již zničené), Luminais, který namaloval lovecké scény a Mazerolle, který vytvořil panel s námětem Jupitera a Merkura v salonu Napoléon.
V roce 1885 bylo v suterénu hotelu instalováno osmitunové dynamo pro napájení 500 Edisonových žárovek.
Dne 7. července 1880 se v hotelu sešli členové Francouzsko-americké unie a sochař Frédéric-Auguste Bartholdi, aby projednali plány na pomník, který měl symbolizovat přátelství mezi oběma zeměmi – sochu Svobody.
Dne 25. února 1883 nabídli vydavatelé jeho kompletního díla Victoru Hugovi k jeho narozeninám velký banket. Účastnili se ho mj. Eugène Poubelle, prefekt Seine, spisovatel Arsène Houssaye, sochař Alexandre Falguière, básník Leconte de Lisle nebo herec Mounet-Sully.
V roce 1916 byl před hotelem, kde byl ubytován, zavražděn albánský premiér Essad Pasha.
V roce 1919 po skončení první světové války si prezident francouzské rady André Tardieu a prezident republiky Gaston Doumergue vybrali hotel Continental jako místo politických jednání. André Tardieu pak určil za svého nejbližšího spolupracovníka bývalého prezidenta Rady Georgese Clemenceaua, aby s ním spolupracoval na vypracování Versailleské smlouvy.
Od počátku 20. století v hotelu pravidelně pobývali korunované hlavy - královna Marie Ediburská, srbský král Petr I., egyptský král Fuad I., lucemburská velkovévodkyně Šarlota, ruská velkokněžna Marie a její syn Kirill nebo španělská královna Isabela II. Také známé osobnosti jako Pierre Savorgnan de Brazza, Coco Chanel, nebo Sergej Ďagilev s jeho Ruským baletem.
V roce 1939 bylo obsazeno několik kanceláří pod vedením Jeana Giraudouxe pro informace a cenzuru. V roce 1940 za okupace se stal hotel sídlem Kommandantury a od roku 1942 zde sídlil válečný zvláštní soud.
Hotel Continental také po osvobození hostil řadu politických a mediálních osobností jako americký prezident Lyndona B. Johnson, starosta New Yorku John Lindsay, americký senátor Joseph McCarthy, tuniský prezident Habib Bourguiba, boxer Mohamed Ali, Nelson Rockefeller, Jacques Chirac, Grace Kellyová, Woody Allen, Colin Powell či dalajlama.
V historických saloncích hotelu mají pravidelně módní přehlídky módní domy Yves Saint-Laurent, Hanae Mori, Nina Ricci, Torrente nebo Ungaro. Je také oblíbeným místem velkých škol pro jejich propagační plesy nebo galavečery.
Dne 12. července 1972 podepsali zástupci Socialistické strany, Francouzské komunistické strany a Levých radikálů v salonu Aiglon Společný vládní program.

### Vybavení
Hotel má 428 pokojů (z toho 80 apartmánů) s plochou od 35 do 170 m². Apartmánů mají výhledem – zejména prezidentské apartmá – na Tuilerijské zahrady, Eiffelovu věž a Invalidovnu.
Hotel má restauraci First Restaurant Paris a Bar Tuileries.

## Filmy točené v hotelu
- 2011: Půlnoc v Paříži (Woody Allen)
- 2011: Byl jednou jeden Belgičan (Christian Merret-Palmair)
- 2011: Oči jeho matky (Thierry Klifa)
- 2011: Kapitál (Costa-Gavras)
- 2011: Ni vu, ni connu (Christophe Douchand)
- 2013: Les Jeux des nuages et de la pluie (Benjamin de Lajarte)
- 2013: Au bout du conte (Agnès Jaoui)
- 2014: 3 dny na zabití (McG)
- 2014: Yves Saint Laurent (Jalil Lespert)
- 2014: Lucy (Luc Besson)
- 2014: Samba (Éric Toledano)
- 2015: Le Grand Jeu (Nicolas Pariser)